# شهرستان هیوستون (آلاباما)
شهرستان هیوستون، آلاباما (به انگلیسی: Houston County, Alabama) شهرستانی در ایالات متحده آمریکا است که در آلاباما واقع شده‌است.

## خصوصیات
شهرستان هیوستون ۱٬۵۰۷٫۳۸ کیلومترمربع مساحت دارد.